# Caloplaca nivalis
Caloplaca nivalis är en lavart som först beskrevs av Körb., och fick sitt nu gällande namn av Theodor 'Thore' Magnus Fries. Caloplaca nivalis ingår i släktet orangelavar och familjen Teloschistaceae.  Arten är reproducerande i Sverige. Inga underarter finns listade i Catalogue of Life.